# Hornkopf
Hornkopf – szczyt w grupie Schobergruppe, w Wysokich Taurach w Alpach Wschodnich. Leży w Austrii, w Tyrolu Wschodnim. Leży na północny zachód od Petzeck i na zachód od Glödis i Roter Knopf. W pobliżu leżą dwa schroniska: Nossberger i Wagenitzsee.